# Alopecosa kuntzi
Alopecosa kuntzi là một loài nhện trong họ Lycosidae.
Loài này thuộc chi Alopecosa. Alopecosa kuntzi được J. Denis miêu tả năm 1953.